# بيتي باكستر
بيتي باكستر (1952 في كندا - ) هي سياسية ولاعبة كرة طائرة كندا. شاركت في الألعاب الأولمبية الصيفية 1976.

## وصلات خارجية
- بيتي باكستر على موقع أوليمبيديا (الإنجليزية)